# 張舜咨
張舜咨，生卒年未詳，元代畫家、詩人。字師夔，號櫟山，又號輒醉翁，浙江杭州人。曾任寧國路儒學教授，天順二年（1329年）調江浙行省承宣使，後調休寧縣主簿。元末，又任漳州路龍溪，興化路莆田縣尹。善畫山水，竹石，用筆沉著，頗有氣勢，兼工書法，亦精詩文，精心研習諸家畫技，吸取各家之長，自成一家。作畫講究佈局，大幅小景，佈置各有其法。所作山水畫，使人有身臨其境之感。畫古柏蒼老擎天，別具風氣。兼長詩，書，人稱「三絕」。

## 作品
《古木飛泉》軸，藏於台北故宮博物院
《樹石》軸，藏於台北故宮博物院
《鷹檜圖》，藏於北京故宮博物院
另有《楚雲湘水圖》、《關山行旅圖》、《古柏》、《鬥泉圖》、《雲山檜石》、《枯木圖》、《秋野圖》、《畫樓酌別圖》、《小景圖》、《詩意圖》、《謝家池塘》、《春江聽雨》、《樹石圖》、《歸思圖》等。